# Clotilde Hesme
Clotilde Hesme (Troyes, Aube, Francia, 30 de julio de 1979) es una actriz francesa.
Clotilde Hesme es una actriz francesa nacida el 30 de julio de 1979 en Troyes, Francia. Es conocida por su trabajo en cine y televisión, y ha ganado varios premios por su actuación, incluyendo el Premio César a la Mejor Actriz Revelación en 2010 por su papel en la película Angèle et Tony.
Hesme ha aparecido en una amplia variedad de películas, desde dramas independientes hasta películas de época. Algunos de sus papeles más notables incluyen:
Lilie en la película Regular Lovers (2005) de Philippe Garrel.
Alice en la película Love Songs (2007) de Christophe Honoré.
Adèle en la serie de televisión Les Revenants (2012-2015).
Hélène de Fougerolles en la película El precio de la fama (2017) de Xavier Dolan.
Jeanne Dielman en la película Jeanne Dielman, 23, quai du commerce, 1080 Bruxelles (2021) de Chantal Akerman.

## Filmografía
- 1999 
  - Dieu, que la nature est bien faite!
- 2002 
  - Le chignon d'Olga
- 2004 
  - Focus
  - À ce soir
- 2005 
  - Les amants réguliers
- 2006 
  - Comment on freine dans une descente?
- 2007 
  - Les Chansons d'amour
  - La paire de chaussures
  - Le fils de l'épicier
  - 24 mesures
  - Enfances
- 2008 
  - La Belle Personne
  - De la guerre
  - Les liens du sang
- 2009 
  - La seconde surprise de l'amour
  - Angelo, tyran de Padoue
  - Les derniers jours du monde
  - Suite noire
- 2010 
  - Mistérios de Lisboa
- 2011
  - Angèle et Tony de
- 2012
  - Trois mondes
  - Les Revenants
- 2013
  - La collection - Ecrire pour... le jeu des sept familles
  - Pour une femme
- 2014
  - Pour une femme
- 2021
  - Lupin (Juliette Pellegrini)

## Premios
- Premios César : nominación a la mejor actriz revelación por Les Chansons d'amour.
- SACD Awards : Suzanne Bianchetti Award.
- Premios César : La mejor actriz revelación por Angèle et Tony.